# 奈西湖
61°34′N 023°46′E / 61.567°N 23.767°E

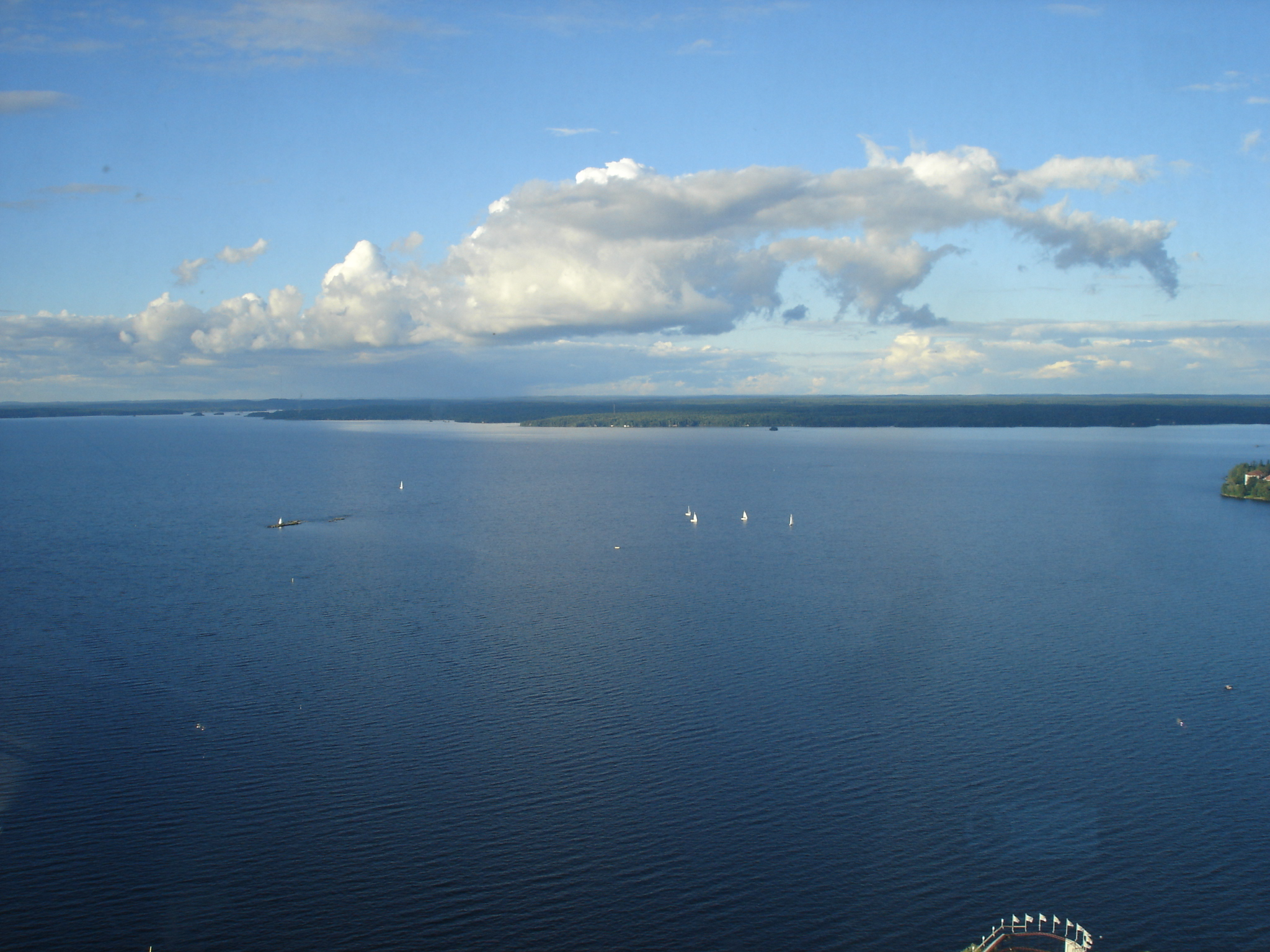
奈西湖

奈西湖（芬蘭語：Näsijärvi）是芬蘭的湖泊，位於皮尔坎马区，長40公里，面積256平方公里，集水區面積7,672平方公里，海拔高度95.4米，平均水深13.66米，最大水深61米，蓄水量34.78億立方米。